# Paratjärnarna (Frostvikens socken, Jämtland, 713422-144519)
Paratjärnarna är en sjö i Strömsunds kommun i Jämtland och ingår i Ångermanälvens huvudavrinningsområde.